# Edwin Mullhouse: The Life and Death of an American Writer 1943–1954, by Jeffrey Cartwright
Edwin Mullhouse: The Life and Death of an American Writer 1943–1954, by Jeffrey Cartwright är den amerikanske författaren Steven Millhausers debutroman, utgiven 1972 av Alfred A. Knopf. Boken handlar om två pojkar i tioårsåldern, varav den ene (Edwin Mullhouse) är ett litterärt geni. Den andre (Jeffrey Cartwright) beslutar sig för att skriva hans biografi. Den spänner över tiden i förskolan fram till tillkomsten av Mullhouses mästerverk Cartoons och hans för tidiga död vid elva års ålder.
Romanen blev väl mottagen av kritikerna när den publicerades. Patrick McGrath och William Hjortsberg skrev positiva recensioner i The New York Times och Zachary Leader i London Review of Books var även han positiv.